# Igrejas Cristãs Reformadas Ortodoxas na América do Norte
As Igrejas Cristãs Reformadas Ortodoxas na América do Norte - ICROAN ( em inglês Orthodox Christian Reformed Churches in North America - OCRCNA ) foram uma federação de igrejas teologicamente conservadoras de tradição calvinista holandesa. Em 2008 elas se uniram as Igrejas Reformadas Unidas na América do Norte.

## História
A primeira Igreja Cristã Reformada Ortodoxa  foi organizada em Listowel, Ontario, em 1979 por famílias que haviam deixado a Igreja Cristã Reformada na América do Norte por razões doutrinárias , especialmente o seu Relatório 44.
O Rev. Harry Van Dyken foi ativo na formação da federação e em fundar igrejas. Formou congregações em Allendale, Michigan (1979 ou 1980); Burlington, Washington (1980); e Toronto, Ontario (1980).
Representantes dessas igrejas começaram a se reunir em 1981 para discutir a ordem da igreja e da federação. As Igrejas Cristãs Reformadas Ortodoxas na América do Norte (ICROAN) formalmente formaram uma federação em março 1988 com sete congregações. Além das quatro mencionado acima, houve assembleias em Bowmanville, Ontario (1982); Cambridge, Ontario (1984); e Ripon, Califórnia (1985). 
No seu auge, cerca de 1995, a federação era formada por 15 igrejas em dois presbitérios, Presbitério Médio e Presbitério Ocidente.
A federação ICROAN teve duas décadas de estabilidade e de uma década de declínio. Em 2004, a congregação Listowel se juntou as Igrejas Protestantes Reformadas na América.
O sínodo das ICROAN de agosto 2008 votou para aceitar o convite das Igrejas Reformadas Unidas na América do Norte para se juntar a elas.
Depois disso, as Igrejas Reformadas Unidas na América do Norte são a federação sucessora das Igrejas Cristãs Reformadas Ortodoxas na América do Norte.

## Crenças
As Igrejas Cristãs Reformadas Ortodoxas acreditavam na Inerrância bíblica, tendo a Bíblia como palavra de Deus e a única regra de fé e prática.
As igrejas confessavam as Três Formas da Unidade: Confissão Belga; Catecismo de Heidelberg e Cânones de Dort. E ainda os Credos Ecumênicos: Credo dos Apóstolos; Credo de Niceia e Credo de Atanásio.